# Kyōko Hayashi
Kyōko Hayashi (林 京子, Hayashi Kyōko, née le 28 août 1930 et morte le 19 février 2017) est une écrivaine japonaise.

## Biographie
Hayashi naît à Nagasaki et passe les années 1931-1945 avec sa famille à Shanghai. Elle rentre à Nagasaki en mars 1945 et rejoint le collège pour filles de Nagasaki, d'où elle est mobilisée dans l'usine de munitions Mitsubishi. Elle est présente à l'usine lorsque le bombardement atomique détruit Nagasaki le 9 août 1945. Hayashi est gravement malade pendant deux mois, et souffre par la suite d'une santé fragile. Elle étudie les soins infirmiers dans un cours spécial de la faculté féminine de bien-être attachée à l'École de médecine de Nagasaki mais la quitte avant l'obtention du diplôme. Elle commence à écrire en 1962.
Son histoire Kumoribi no kōshin (« Procession un jour nuageux ») est publiée en 1967 chez Bungei Shuto. Elle attire pour la première fois une grande attention en 1975 avec un récit autobiographique sur le bombardement, Matsuri no ba (« Rituel de mort ») qui reçoit le prix Akutagawa cette année-là. Futari No Bohyō (« Deux Pierres tombales »), également basé sur son expérience du bombardement, est publié la même année. Ses œuvres dans les années 1970 comprennent également une collection de douze histoires courtes intitulées Gyaman bi-doro (« verre taillé, verre soufflé »), contenant Aki Kan (« la Canette vide ») et Kousa (« Sable jaune  »), tous deux publiés pour la première fois en 1978.
En 1980, Hayashi publie son premier long roman, Naki ga gotoki (« Comme si rien ne s'était passé »), avec un personnage principal semi-autobiographique. Le thème de Nagasaki se poursuit dans les années 1980 avec Sangai no ie (« Chez soi dans les trois monde »), qui remporte le prix Kawabata, et Michi (« Le Chemin »). L'édition 1990 du prix Tanizaki couronne son livre Yasurakani ima wa nemuri tamae.
Hayashi a vécu à proximité de Washington, D.C. de 1985 à 1988.

## Prix
- 1975 Prix Akutagawa pour Matsuri no ba (« Rituel de mort »)
- 1983 Prix Kawabata pour Sangai no ie (« Chez soi dans les trois monde »)
- 1990 Prix Tanizaki pour Yasurakani ima wa nemuri tamae (やすらかに今はねむり給え)
- 2000 Prix Noma pour Nagai zikan o kaketa ningen no keiken
- 2005 Prix Asahi pour 林京子全集

## Titres (sélection)
- Matsuri no ha (« Rituel de mort »), Tokyo: Kodansha, 1975.
- Shanhai, Tokyo : Chūō Kōronsha, 1983.
- Sangai no ie (三界の家), Tokyo : Shinchōsha, 1984.
- Michi (道), Tokyo : Bungei Shunju, 1985.
- Tanima (谷間), Tokyo : Kōdansha, 1988.
- Rinbu (輪舞), Tokyo : Shinchōsha, 1989.
- Yasuraka ni ima wa nemuritamae (やすらかに今はねむり給え), Tokyo : Kōdansha, 1990.
- Seishun (青春), Tokyo : Shinchōsha, 1994.
- Bājinia no aoi sora (ヴァージニアの蒼い空), Tokyo : Nihon Tosho Sentā, 2005.
- Matsuri no ba. Gyaman bīdoro (祭の場. ギヤマン ビードロ), Tokyo : Nihon Tosho Sentā, 2005.
- Missheru no kuchibeni (ミッシェルの口紅. 上海), Tokyo : Nihon Tosho Sentā, 2005.
- Nagai jikan o kaketa ningen no keiken (長い時間をかけた人間の経験), Tokyo : Nihon Tosho Sentā, 2005.
- Rinbu. Kashi no ki no tēburu (輪舞. 樫の木のテーブル), Tokyo : Nihon Tosho Sentā, 2005.
- Sangai no ie. Michi (三界の家. 道), Tokyo : Nihon Tosho Sentā, 2005.
- Shizen o kou. Shunkan no kioku (自然を恋う. 瞬間の記憶), Tokyo : Nihon Tosho Sentā, 2005.
- Yasuraka ni ima wa nemuritamae. Seishun (やすらかに今はねむり給え. 青春), Tokyo : Nihon Tosho Sentā, 2005.

## Source de la traduction
- (en) Cet article est partiellement ou en totalité issu de l’article de Wikipédia en anglais intitulé « Kyoko Hayashi » (voir la liste des auteurs).